# John Eleuthère du Pont
Pour les articles homonymes, voir Du Pont.
John Eleuthère du Pont, né le 22 novembre 1938 à Philadelphie et mort le 9 décembre 2010 dans la prison d'État 
Laurel Highlands, Pennsylvanie, est un philanthrope américain, héritier de la fortune de la famille du Pont.

## Biographie
John du Pont naît le 22 novembre 1938, à Philadelphie, en Pennsylvanie. Il est le cadet des quatre enfants de William du Pont, Jr. et Jean Liseter Austin (1897–1988). Il a grandi au Liseter Hall, un manoir construit en 1922 à Newtown Square par son grand-père paternel et légué à ses parents à l'occasion de leur mariage.
Ses parents divorcent en 1941, alors qu'il n'a que deux ans. En plus de ses deux sœurs ainées, Jean et Evelyn, et de son frère aîné Henry E. I. du Pont, John du Pont a un demi-frère, William du Pont III, né du deuxième mariage de son père.
Du Pont est diplômé du Haverford College en 1957. Il a étudié à l'Université de Pennsylvanie où il appartenait à la fraternité Zeta Psi (en), mais se retire avant de terminer sa première année. Du Pont a plus tard fréquenté l'Université de Miami, en Floride, d'où il sort diplômé en 1965 avec un baccalauréat universitaire en sciences en zoologie. Du Pont a complété sa formation avec un doctorat en sciences naturelles de l'Université Villanova en 1973.
Philanthrope, il a créé et dirigé le Musée d'histoire naturelle du Delaware (en), qui a ouvert ses portes en 1972. John Eleuthère du Pont est également ornithologue, conchyliologiste, philatéliste, amateur de sports.
Dans les années 1980, il a créé une équipe de lutte dans sa ferme nommée « Foxcatcher ». En 1997, il est reconnu coupable de l'assassinat de Dave Schultz, un lutteur et ancien champion olympique. Condamné, il meurt en prison en 2010.

## Postérité
Le film Foxcatcher en 2014 retrace la création de son équipe de lutte et sa relation aux frères Mark et Dave Schultz. Son rôle est interprété par Steve Carell.